# سنکوسود

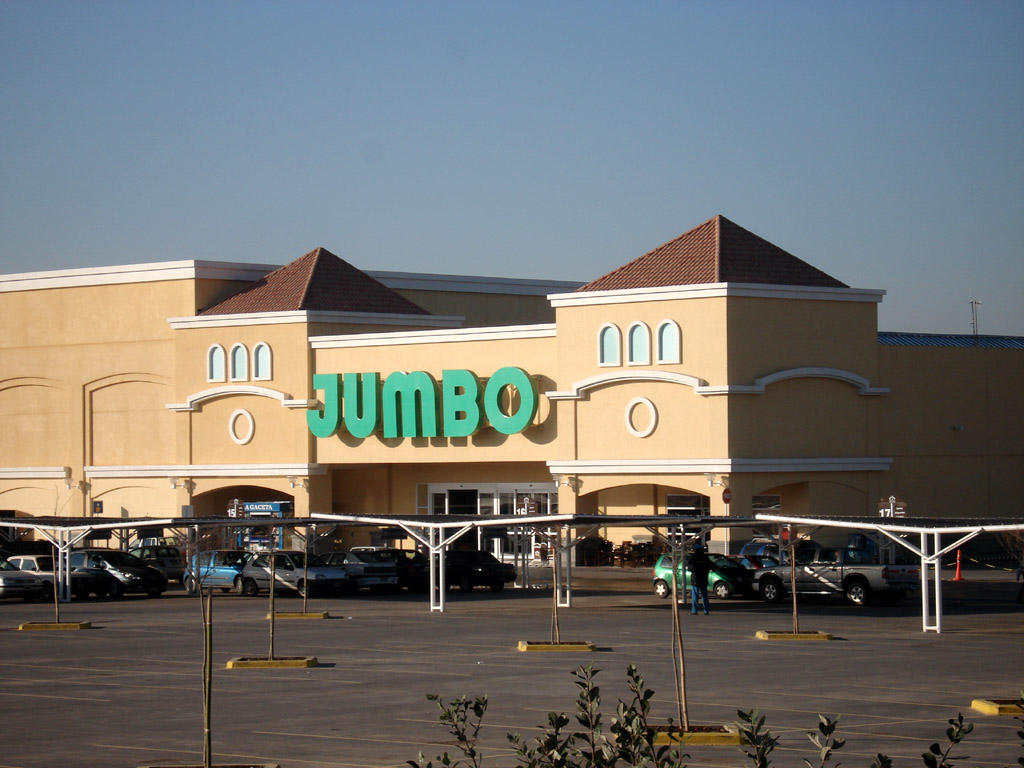
شعبه‌ای از جامبو هایپرمارکت، متعلق به سنکوسود در کشور آرژانتین

سنکوسود (به اسپانیایی: Cencosud) بزرگترین شرکت خرده‌فروشی شیلی است، که مالک شبکه‌ای از ۶۵ هایپرمارکت (با برند جامبو هایپرمارکت)، ۱۶۵ سوپرمارکت، ۲۴۹ مینی‌سوپر، ۶۰ فروشگاه لوازم خانگی (با برند ایزی)، ۲۷ مرکز خرید، ۳۶ فروشگاه زنجیره‌ای خرده‌فروشی و ۵۲ ساختمان اداری؛ مربوط به بانکو پاریس (بانک زیرمجموعه سنکوسود) می‌باشد.
شرکت سنکوسود در سال ۱۹۶۰ تأسیس شد و در حال حاضر دارای عملیات در کشورهای مکزیک، شیلی، آرژانتین، پرو و برزیل می‌باشد و پس از وال‌مکس و گروپو پاو دی آسوکار با در اختیار داشتن ۱٫۰۴۵ شعبه، به‌عنوان سومین شرکت خرده‌فروشی آمریکای لاتین شناخته می‌شود. دفتر مرکزی این شرکت در شهر سانتیاگو، شیلی قرار دارد و بخشی از سهام آن در بازارهای بورس نیویورک و بورس اوراق بهادار سانتیاگو معامله می‌شود.